# Силинги
Си́линги (лат. Silingae) — восточно-германское племя, относящееся к вандальской группе. 
Коссинна предполагал в качестве первоначальной родины силингов остров Зеландию. Александрийский географ II века Клавдий Птолемей локализовал силингов в среднем междуречье между Эльбой и Одером, к югу от соседей свевов-семнонов (Suevorum Semnonum). К востоку от силингов вплоть до Вислы располагались племена лугиев.
Согласно многим исследователям, силинги, вероятно, жили в Силезии и дали своё название горе Сленза и, возможно, всему региону Силезия. Силинги участвовали в переселении вандалов на Пиренейский полуостров. Идаций, современник переселения вандалов, писал, что вандалы заняли Галлецию, а силинги — Бетику. В 417/418 году они были разбиты вестготами во главе с Валией, после чего остатки силингов слились с вандалами-асдингами и вместе с ними переправились в Северную Африку.
Однако часть силингов продолжала оставаться в Силезии, и впоследствии эти остатки смешались с пришлым славянским населением.